# Dennis van Aarssen
Dennis van Aarssen (Dordrecht, 2 juni 1994) is een Nederlandse zanger.

## Biografie
Dennis van Aarssen, geboren in Dordrecht, groeide op in Spijk. Als kleine jongen had hij de droom om artiest te worden. Nadat hij als zevenjarige het album Swing When You're Winning van Robbie Williams hoorde, raakte hij verliefd op de Swing-muziek. Toen hij op de middelbare school (Gymnasium Camphusianum) zat, nam hij zanglessen en zong hij voor het eerst in een band. Hij stopte na drie jaar met zijn zanglessen en besloot zijn zang thuis zelf op te nemen en het resultaat daarvan te uploaden naar zijn YouTube-kanaal. Hij speelde in verschillende bandjes, variërend in genre.
Na de middelbare school schreef van Aarssen zich in voor de Rockacademie in Tilburg, waarvoor hij niet werd toegelaten. Vervolgens besloot hij zich in te schrijven voor de HBO-opleiding: Communicatie - International Event, Music & Entertainment Studies aan de Fontys Academy for Creative Industries. Na het afronden van deze opleiding in 2017, ging hij werken als Projectmanager bij Talmark en had hij zijn muzikale droom zo goed als opgegeven.
Een jaar later deed hij mee aan de talentenjacht Topper Gezocht op SBS6. Na het opgeven van een carrière in de muziekwereld, hoopte van Aarssen ten minste één hoogtepunt mee te maken, door met de Toppers in de Johan Cruijff ArenA op te treden als vijfde Topper. Ondanks een goede auditie, kwam hij niet verder dan de eerste ronde. Echter gaf zijn deelname aan dit programma een nieuwe vonk aan de muzikale droom, en hij besloot zich op te geven voor het negende seizoen van The voice of Holland.
Het negende seizoen van The voice of Holland wist hij te winnen. Zijn single Modern World, een cover van een nummer van Anouk, stond begin 2019 in de Nederlandse tipparade. Als prijswinnaar waren er in 2019 verschillende radio- en tv optredens. Hij werd hierbij al dan niet begeleid door een bigband. Slechts 6 maanden na zijn winst in The voice of Holland ging zijn eigen theaterprogramma 'Start Spreading The News' in première. Samen met BOSCO Jazz and Poporchestra tourde hij door 31 theaters in heel Nederland. Sinds 2020 tourt hij met zijn eigen DvA Bigband langs de theaters en clubs in binnen- en buitenland.
In 2021 deed Van Aarssen mee aan het televisieprogramma Onmogelijke duetten. In 2023 won Van Aarssen het televisieprogramma Avastars samen met danser Floris Bosveld als het virtuele poppetje Jimmy Cool.

## Onderscheidingen

### The voice of Holland Seizoen 9 (2019)
Dennis van Aarssen mag zichzelf na 22 februari 2019 de winnaar van het negende seizoen van The voice of Holland noemen. Van Aarssen zat in het team van coach Waylon en was tijdens de finale de andere drie finalisten de baas. Op 24-jarige leeftijd won de jazz-zanger een platencontract en een bedrag van 50.000 euro. Daarnaast mocht hij een videoclip opnemen in Zuid-Afrika.

### Edison Jazzism Publieksprijs (2020)
In 2020 won Dennis van Aarssen met zijn debuutalbum 'Forever You' de Edison Jazzism Publieksprijs 2020. In oktober 2020 konden de lezers van het blad Jazzism door middel van stemmen bepalen wie de Edison Jazzism Publieksprijs zou winnen. Bijna zesduizend mensen hebben daaraan gehoor gegeven door hun keuze op een van de tien genomineerden door te geven. 'Forever You' van Dennis van Aarssen kreeg de meeste stemmen.

### Edison Jazzism Publieksprijs (2024)
In 2024 won van Aarssen opnieuw de Edison Jazzism Publieksprijs, voor het album Just Call It Love, een samenwerking met de Amerikaanse pianist en songwriter/componist Jeff Franzel.

## Discografie

### Albums
| Album met eventuele hitnotering(en) in de Nederlandse Album Top 100 | Datum van verschijnen | Datum van binnenkomst | Hoogste positie | Aantal weken | Opmerkingen |
| ------------------------------------------------------------------- | --------------------- | --------------------- | --------------- | ------------ | --- |
| Forever You                                                         | 2019                  | 09-11-2019            | 15              | 7            | In maart 2020 door de NVPI bekroond met de Gouden status voor de verkoop van meer dan 10.000 exemplaren. In december 2020 bekroond met de Edison Jazz/World Publieksprijs. |
| How To Live                                                         | 2021                  | 20-12-2021            | 73              | 1            | Genomineerd voor de Edison Jazzism Publieksprijs. |
| Christmas When You’re Here                                          | 2022                  | 11-11-2022            | 6               | 3            | |
| Christmas When You’re Here [DELUXE]                                 | 2023                  | 01-12-2023            | -               | -            | |
| Just Call It Love                                                   | 2024                  | 15-03-2024            | -               | -            | Genomineerd voor de Edison Jazz Publieksprijs |